# Sykiés
Sykiés är en kommunhuvudort i Grekland.   Den ligger i prefekturen Nomós Thessaloníkis och regionen Mellersta Makedonien, i den norra delen av landet, 300 km norr om huvudstaden Aten. Sykiés ligger 115 meter över havet och antalet invånare är 44 955.
Terrängen runt Sykiés är kuperad åt nordost, men åt sydväst är den platt. Havet är nära Sykiés åt sydväst. Runt Sykiés är det ganska tätbefolkat, med 185 invånare per kvadratkilometer. Närmaste större samhälle är Thessaloníki, 1,8 km väster om Sykiés. == Kommentarer ==
1. ↑  Framräknat ur variansen i alla höjduppgifter (DEM 3") från Viewfinder Panoramas, inom 10 km radie.[2] Mer om algoritmen finns här: Användare:Lsjbot/Algoritmer.